# MM (телевизия)
Вижте пояснителната страница за други значения на Mm.
MM е български музикален телевизионен канал, излъчващ се между 1997 и 2010 г. Той е и първият изцяло профилиран български музикален канал. По време на своето съществуване, особено в началото на 2000 г., MM оказва дълбоко влияние върху българската музикална индустрия и масова култура с годишните си музикални награди, които се превръщат в едно от най-важните събития в съвременната българска музикална сцена. От 2016 ММТВ съществува отново, с нова концепция и се излъчва онлайн.

## История
Телевизия ММ е създадена през септември 1996 г. от Вихрен Карайчев и Тони Танов първоначално във формат кабелно радио с камера, излъчващо в мрежата на „София кабел“. През февруари 1997 г. вече се излъчват и първите видеоклипове, а на 3 март 1997 г. официално стартира като първия български изцяло профилиран музикален канал под ръководството на Камен Воденичаров и Тони Танов. През следващите години каналът, първоначално достъпен само в столичните кабелни мрежи, разширява покритието си в цялата страна. През 2000 година е качен на сателит и това дава възможността да бъде гледан и международно. През 2003 г. е стартиран дъщерен канал – М2, който се профилира с изцяло българска музика. През 2005 г. ММ създава своя звукозаписна компания – MM Records.
През същата година телевизията е закупена от Apace Media Group, като новия собственик цели разширяването на музикалния бизнес в България. През 2007 г. е закупена от Balkan Media Group Limited, дотогава притежаваща медийната група Диема Вижън (Диема +, Диема 2, Диема Фемили и Диема Екстра). Новият собственик закрива канала за българска музика М2. През 2009 г. телевизията е придобита изцяло от Modern Times Group, собственика на Нова телевизия. От същата година каналът излъчва само музика, без предавания. През 2010 г. на честотите на телевизия MM Нова ТВ стартира новия си спортен канал – Нова Спорт. През 2016 година ММ получава своето ново начало, закупен от ММ Ню Медиа Груп ООД. Телевизията развива своята концепция, реализирайки микс от музикални и лайфстайл предавания.

## Годишни музикални награди на телевизия ММ
През 1998 г. ММ започва организирането на собствени годишни музикални награди. Шоуто всяка година събира най-популярните български групи и изпълнители. На 3 април 2010 г., малко преди каналът да бъде закрит, с последните си награди телевизията отбелязва своя юбилей и се сбогува с българските зрители. Като техен наследник се смятат наградите на БГ радио.